# Riaza
Riaza és un municipi de la província de Segòvia, a la comunitat autònoma de Castella i Lleó. Limita amb els municipis de Sepúlveda, Prádena de Atienza, Ayllón, Maderuelo, Fresno i Riofrío de Riaza

## Nuclis de població
- Riaza, "capital" del municipi.
- Aldeanueva del Monte
- Alquité
- Barahona de Fresno
- Becerril
- Madriguera
- Martín Muñoz de Ayllón
- El Muyo
- El Negredo
- Villacorta

## Demografia
| 1981 | 1991 | 1993 | 1994 | 1995 | 1996 | 1998 | 1999 | 2000 | 2001 | 2002 | 2003 | 2004 | 2005 | 2006 | 2007 |
| ---- | ---- | ---- | ---- | ---- | ---- | ---- | ---- | ---- | ---- | ---- | ---- | ---- | ---- | ---- | ---- |
| 1434 | 1650 | 1662 | 1657 | 1695 | 1673 | 1661 | 1686 | 1680 | 1733 | 1935 | 1988 | 2020 | 2125 | 2224 | 2291 |

## Administració
| Període      | Nom de l'alcalde/-essa    | Partit polític | Data de possessió |
| ------------ | ------------------------- | -------------- | ----------------- |
| 1979 - 1983  |                           |                | 19/04/1979        |
| 1983 - 1987  | Jesús Ramos Martín        |                | 28/05/1983        |
| 1987 - 1991  | Mariano García Muñoz      | PP             | 30/06/1987        |
| 1991 - 1995  | Mariano García Muñoz      | PP             | 15/06/1991        |
| 1995 - 1999  | Domingo Gómez Lombó       | PP             | 17/06/1995        |
| 1999 - 2003  | Domingo Gómez Lombó       | PP             | 03/07/1999        |
| 2003 - 2007  | Andrea Rico Berzal        | PSOE           | 14/06/2003        |
| 2007 - 2011  | Benjamín Cerezo Hernández | PP             | 16/06/2007        |
| 2011 - 2015  | n/d                       | n/d            | 11/06/2011        |
| 2015 - 2019  | n/d                       | n/d            | 13/06/2015        |
| 2019 - 2023  | n/d                       | n/d            | 15/06/2019        |
| Des del 2023 | n/d                       | n/d            | 17/06/2023        |